# Kadagadalu, Madikeri
Kadagadalu là một làng thuộc tehsil Madikeri, huyện Kodagu, bang Karnataka, Ấn Độ.